# 海犬養氏
海犬養氏（あまのいぬかいうじ/あまいぬかいうじ）は、「海犬養」を氏の名とする氏族。
犬養部は犬を用いて宮門、大和朝廷の直轄領である屯倉などの守衛に当たる品部であり、海犬養は、県犬養、稚犬養、阿曇犬養、辛犬養連、阿多御手犬養とともにこれを統率した伴造6氏族の一つである。

## 概要
海犬養氏（海犬甘氏）は、海神綿積命の後裔を称した海神族に属する地祇系氏族で、安曇氏と同族とされる。海部の一部を割いて設置した犬養部の伴造氏族で、犬養部を設置した際に海（海部）氏を統属していた安曇氏の一族をその伴造としたものと想定される。姓は連であったが、八色の姓の制定により宿禰に改姓した。
645年（皇極天皇4年）の乙巳の変で、 海犬養勝麻呂が 佐伯子麻呂・ 葛城稚犬養網田とともに 蘇我入鹿暗殺に参加した。、684年（天武天皇13年）「八色の姓」の制定にともない、685年に宿禰姓を与えられている。
『萬葉集』巻第六、996番には、 奈良時代の734年(天平6年)、聖武天皇に応詔して、天皇の御世を讃えた海犬養岡麻呂の和歌が収録されている。
740年（天平12年）の藤原広嗣の乱の際に、海犬養五百依（あまのいぬかい の いおより）が、征討軍の軍曹（第4等官）として藤原広嗣の従者二十数人を連行している。
その他の海犬養氏としては、天平年間(729年 - 749年）に経師であった海犬甘連広足、神護景雲2年に東大寺写経所廻使となった海犬甘連広主らがおり、無姓のものとしては、天平8年7月29日（736年）の「内侍所牒」に名の現れている海犬養豊島、天平9年（737年）の「河内国大税負死亡人帳」に記された同国の戸主、海犬養麻呂らがいる。
筑前国那珂郡海部郷（現在の福岡県福岡市犬飼地区）が根拠地の一つで、この地が那津官家（現在の福岡市南区三宅）に隣接していることから、那津の屯倉の守衛に当たっていたことが想定される。
宮城十二門には、 安嘉門（あんかもん）として名前を残している。これは『拾芥抄』の記述により、最初に造営した氏族の名を顕彰したものだと言われてきたが、 井上薫の説によると、 藻壁門（佐伯門）・ 皇嘉門（若犬養門）のような例から分かることとして、 飛鳥板蓋宮で十二門を守り、入鹿誅伐に参加した氏族の名前を門号に残したのでは、とされている。 佐伯有清はこれを発展させ、十二氏族が各々の名前に由来する門を警護したのは、軍事的・膳部的職掌にもとづく伝統で、古くから天皇に近侍したことを示しているのではないか、としている。
また、 大林太良は、犬養部の中には海人を兼ねるものも存在し、犬の飼育に魚を食べさせていたのではないか、それが海犬養氏であったのではなかったのか、と述べている。